# Farges-lès-Mâcon
Farges-lès-Mâcon è un comune francese di 201 abitanti situato nel dipartimento della Saona e Loira nella regione della Borgogna-Franca Contea.

## Società

### Evoluzione demografica
Abitanti censiti